# Arques (hrad)
Hrad Arques (v okcitánštině Arcas) je starobylá pevnost z konce 13. století, která se tyčí nad francouzskou obcí Arques ve francouzském departementu Aude v metropolitním regionu Okcitánie.
Hrad Arques je od roku 1887 zapsán na seznamu historických památek francouzského ministerstva kultury.

## Poloha
Hrad Arques se nachází 600 metrů západně od obce Arques, jihovýchodně od města Carcassonne, ve francouzském departementu Aude. Patří mezi katarské hrady.

## Historie
Ve 12. století došlo ke konfliktu mezi vikomtem z Carcassonne a několika pány, mezi nimiž byli i páni z Arques a Lagrasse. Panství Arques se stalo majetkem pánů z Termes. Během těchto bojů byl poničen původní hrad Arques.
V roce 1217 patřil Béranger d'Arques k blízkým přátelům Guillauma de Peyrepertuse. V roce 1231, po dobytí hradu Termes během křížové výpravy proti albigenským, Simon IV. z Montfortu zaútočil na hrad Arques. Poté, co vypálil vesnici (Villa de Arquis) ležící na břehu Rialsès, daroval tuto část Razès jednomu ze svých poručíků, Pierru de Voisinsovi. V roce 1265 jiný Pierre de Voisins, pán tohoto místa, odsoudil několik čarodějů a čarodějnic spadajících pod jeho jurisdikci.
V roce 1284 Gilles de Voisins zahájil stavbu hradu. Cílem bylo bránit údolí řeky Rialsès a kontrolovat cesty pro přesun dobytka, které vedly do pohoří Corbières.
V roce 1316 Gilles II. de Voisins, zvaný „Gilet“, přestavěl a dokončil stavbu hradu. V roce 1495 byli obyvatelé Valmigère povinni denně hlídat hrad.
V roce 1518 se Françoise de Voisins, poslední dědička rodu Voisins, provdala za Jeana de Joyeuse, který zdědil baronství Arques. Porodila zejména Guillauma de Joyeuse. Hrad byl poté opuštěn ve prospěch Couizy. V roce 1575 byl hrad obléhán hugenoty a pouze donjon odolal útoku.
Od francouské revoluce hrad chátral. Byl prodán jako národní majetek a poté utrpěl několik škod. Po jeho zařazení do památkové péče v roce 1887 byl hrad zrenovován a částečně přestavěn, poté byl zpřístupněn veřejnosti.

## Popis
Opevněný dům Arques, jehož architektonický plán vykazuje všechny atributy hradu: hlavní věž (donjon), rohové věže, kurtiny, opevněná brána atd., nemá oficiální status hradu.
Opevněný dům se skládá z obvodové zdi a čtvercové „vysoké věže” s čtyřmi kruhovými rohovými věžičkami postavenými na opěrných pilířích uprostřed nádvoří. Byl postaven na konci 13. století, po křížové výpravě proti albigenským, na pozemcích darovaných Pierru de Voisins, jednomu z pobočníků Simona de Montfort.
Téměř čtvercové opevnění o rozměrech 51 × 55 metrů, na kterém mělo stát mnoho budov, je prolomeno branou s padací mříží, označenou erbem rodiny de Voisins (červené pole se třemi zlatými šípy v příčném uspořádání, v horní části doplněné čtyřmi stejnými visícími štítky), která vede do rozlehlého nádvoří. V dobře zachovaných rozích zůstaly dvě obytné věže. Jedna z nich má první patro s klenutým stropem a druhé patro s klenutým stropem na vyřezávaných podstavcích; dvě postavy, muž a žena, jsou v módě konce 13. a počátku 14. století. K latrínám se vstupovalo chodbou, která byla částečně vybudována v tloušťce zdi a částečně spočívala na oblouku.
Čtvercová věž, postavená kolem roku 1300, vysoká 25 metrů, je mistrovským dílem gotické vojenské architektury inspirované Ile de France. Má čtyři podlaží, která jsou propojena točitým schodištěm umístěným v jedné z kruhových věží. Jednotlivé místnosti byly postaveny s mimořádnou péčí a vrchol hlavní věže zdobí bossáž . Poslední patro bylo určeno k obraně hradu. Díky četným střílnám a obdélníkovým oknům, které symetricky protínají zdi, mohlo věž současně bránit asi čtyřicet vojáků. Jedná se o dobrý příklad pokroku ve vojenském stavitelství, které se v této strategicky citlivé oblasti stalo komplexním a sofistikovaným.

## Galerie

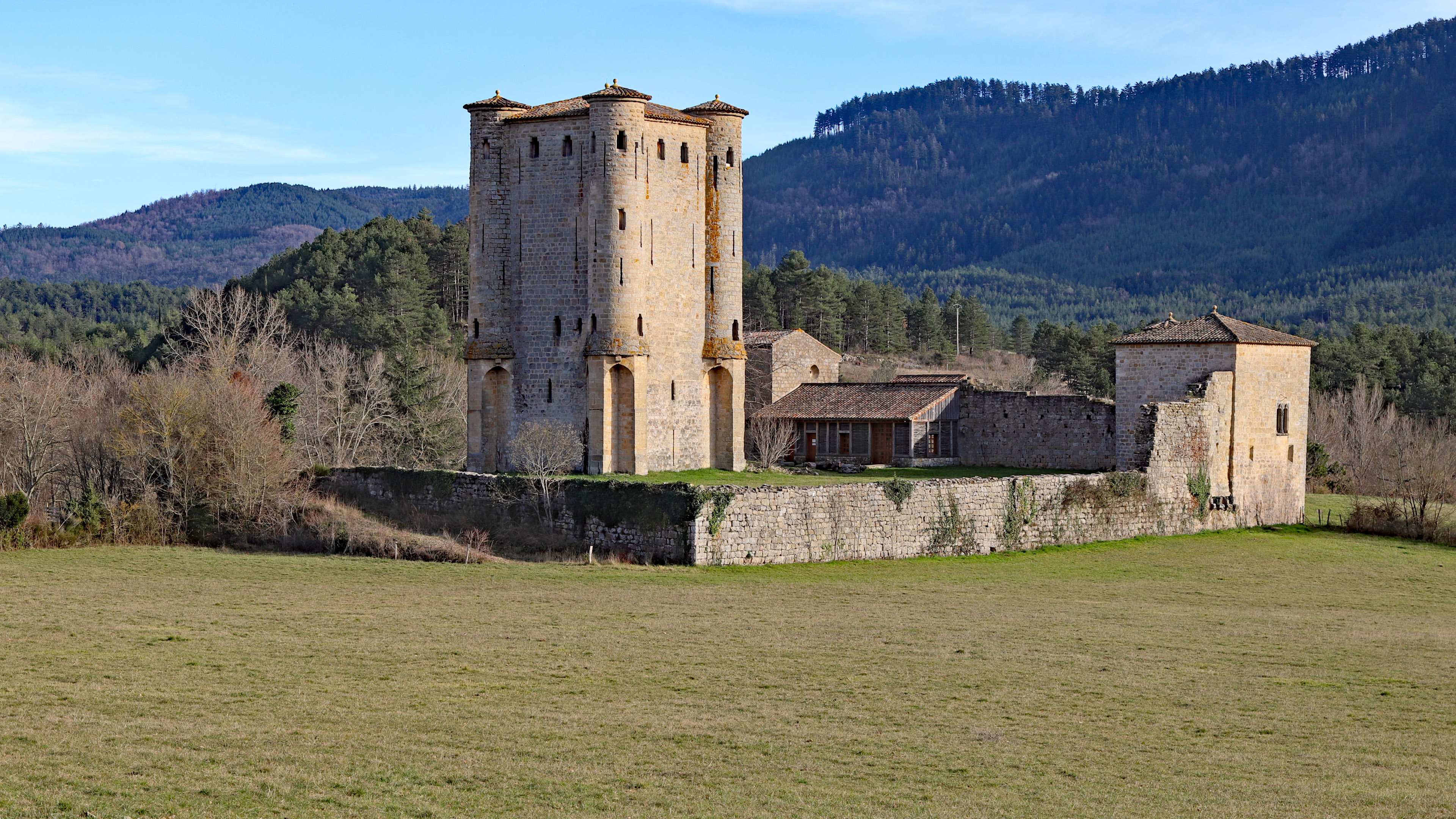
pohled na hrad Arques
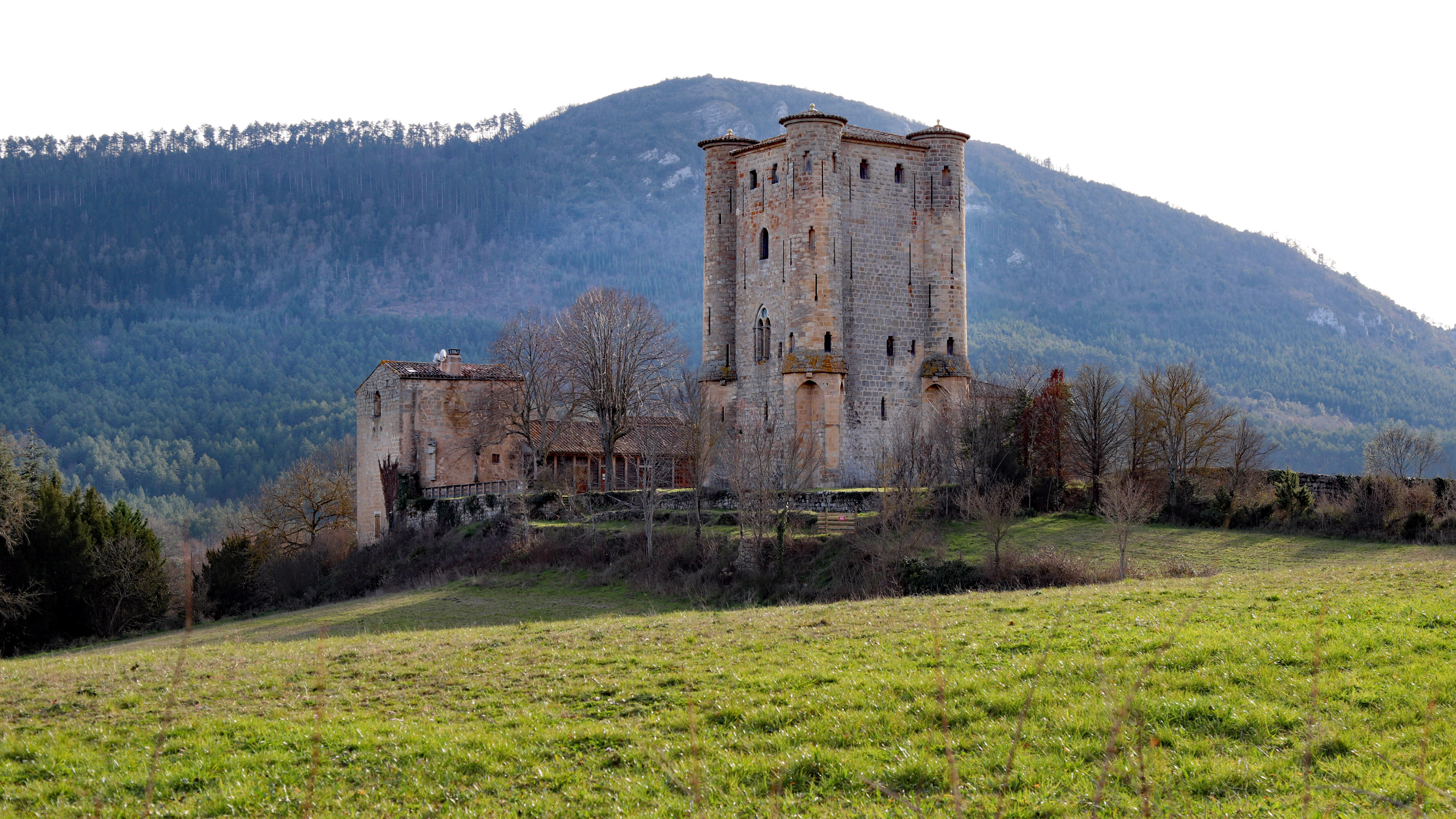
pohled na hrad Arques
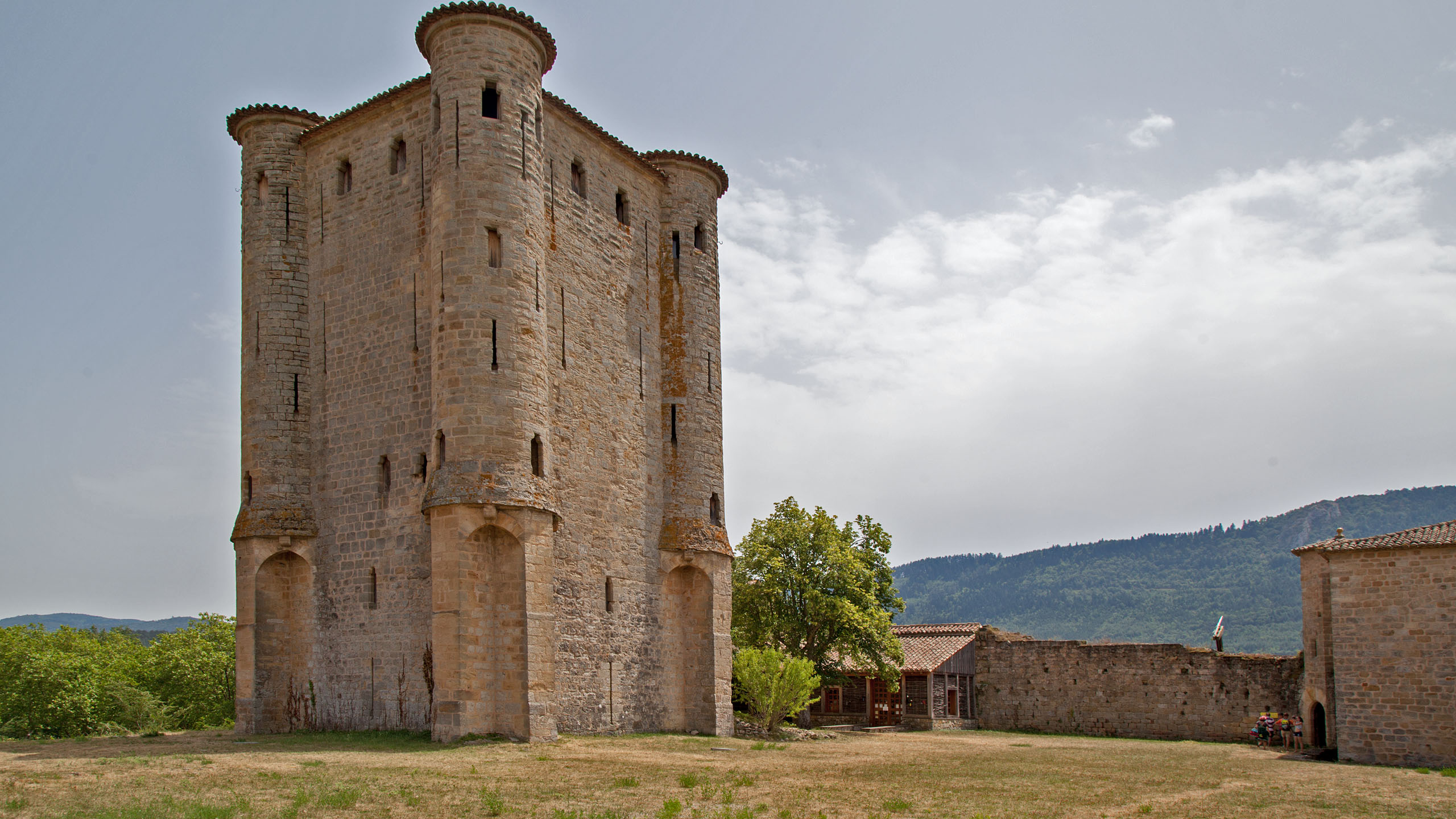
pohled na hrad Arques
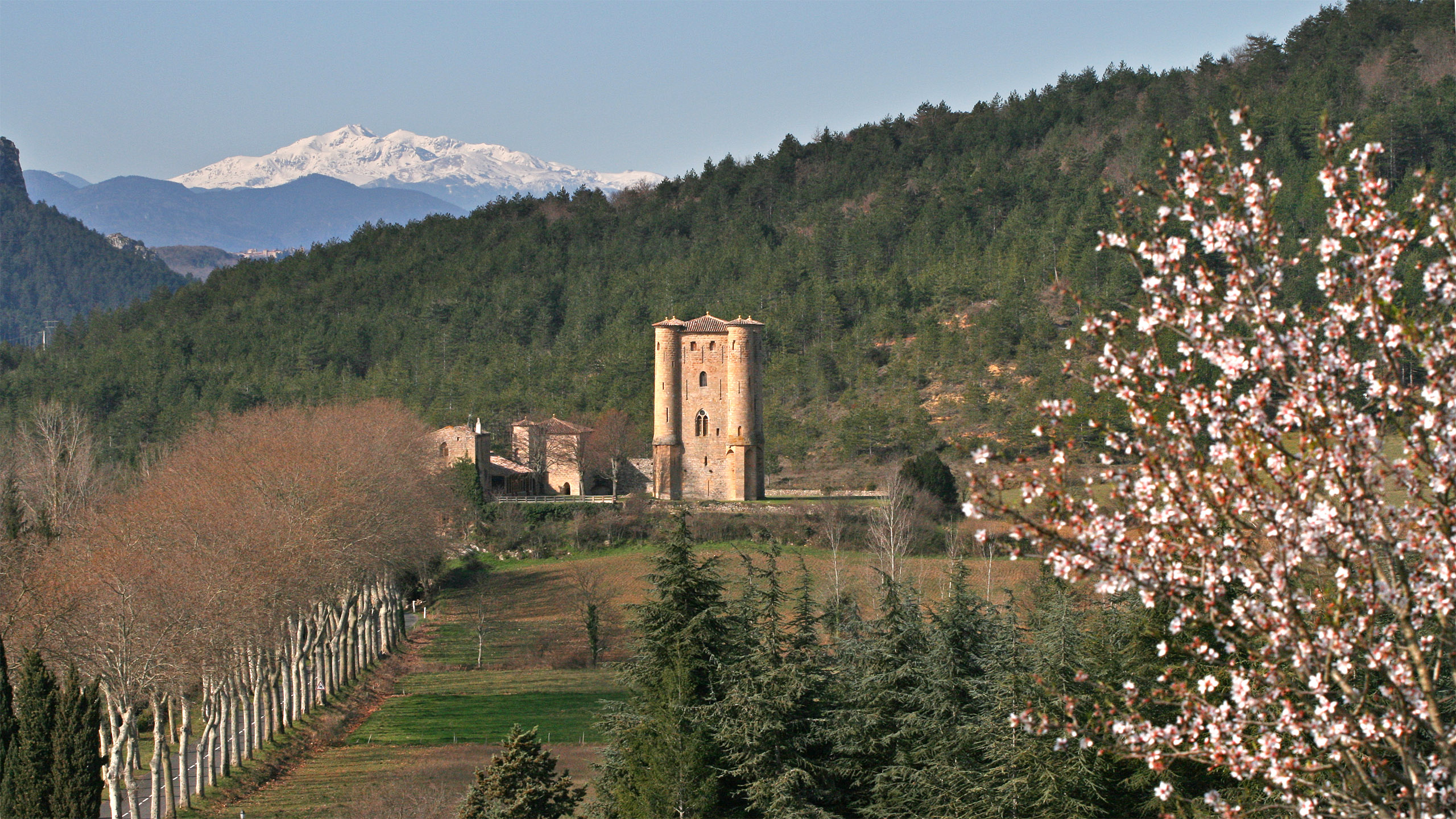
pohled na hrad Arques
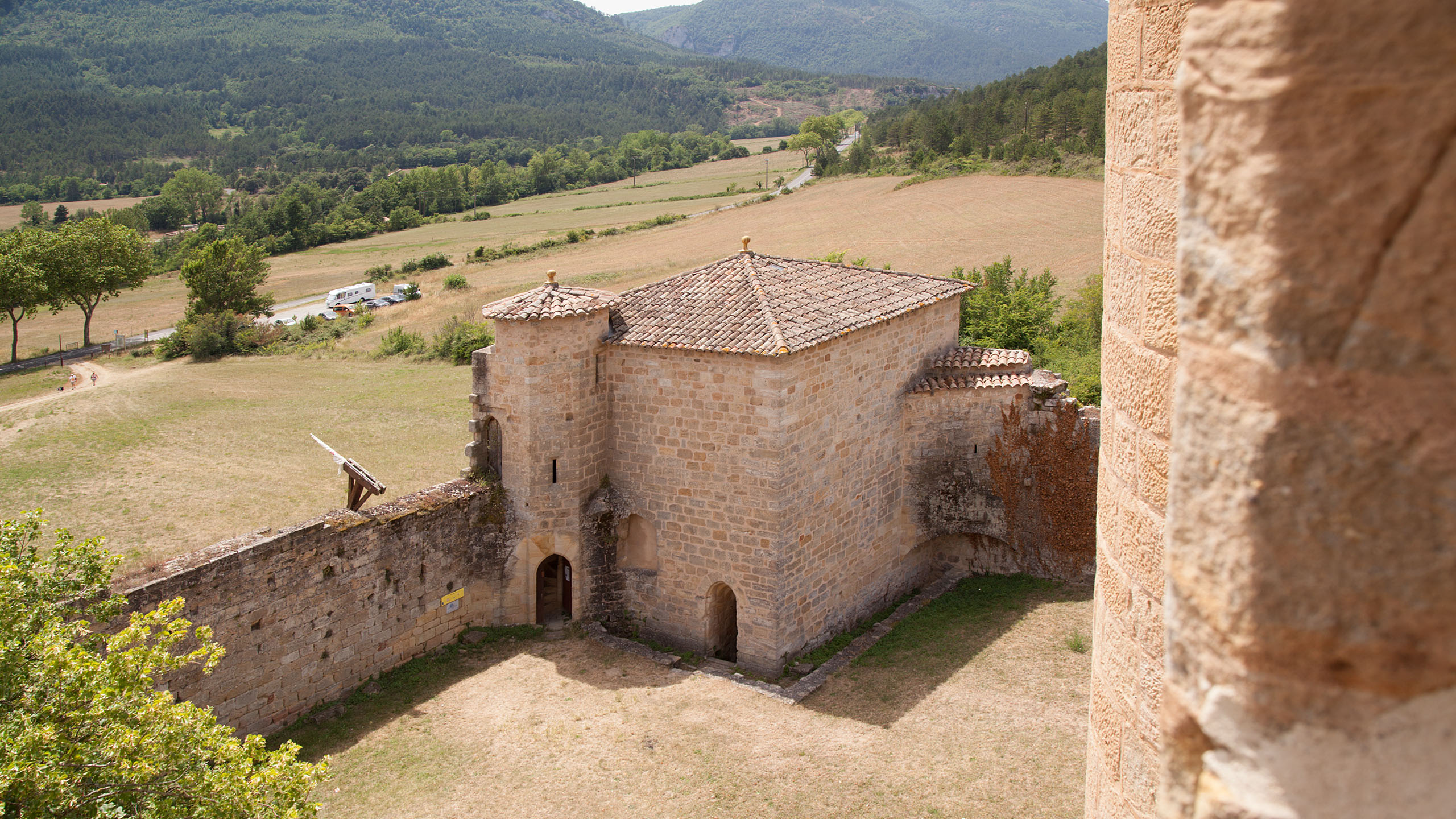
pohled do nádvoří
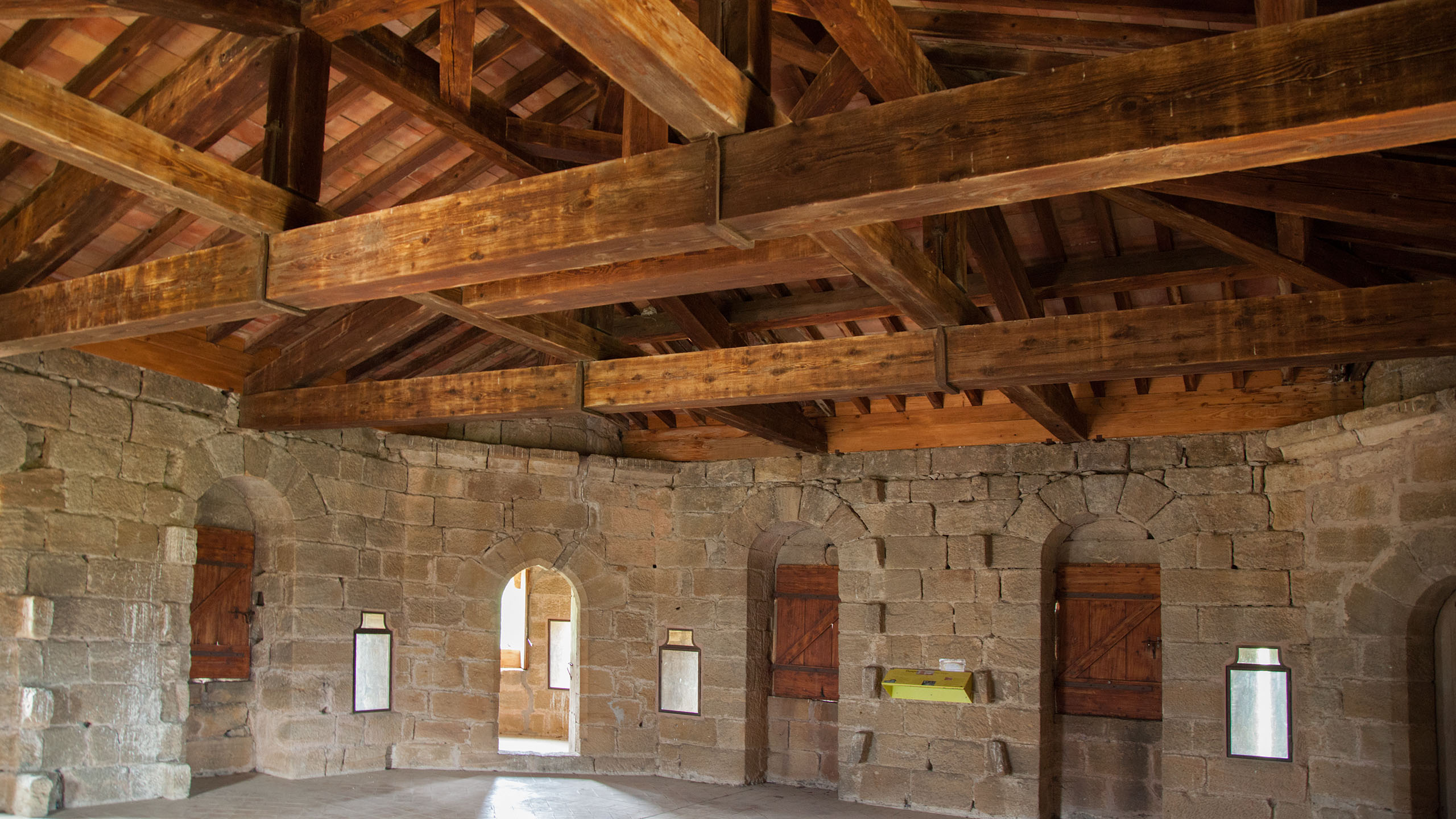
interiér hradu
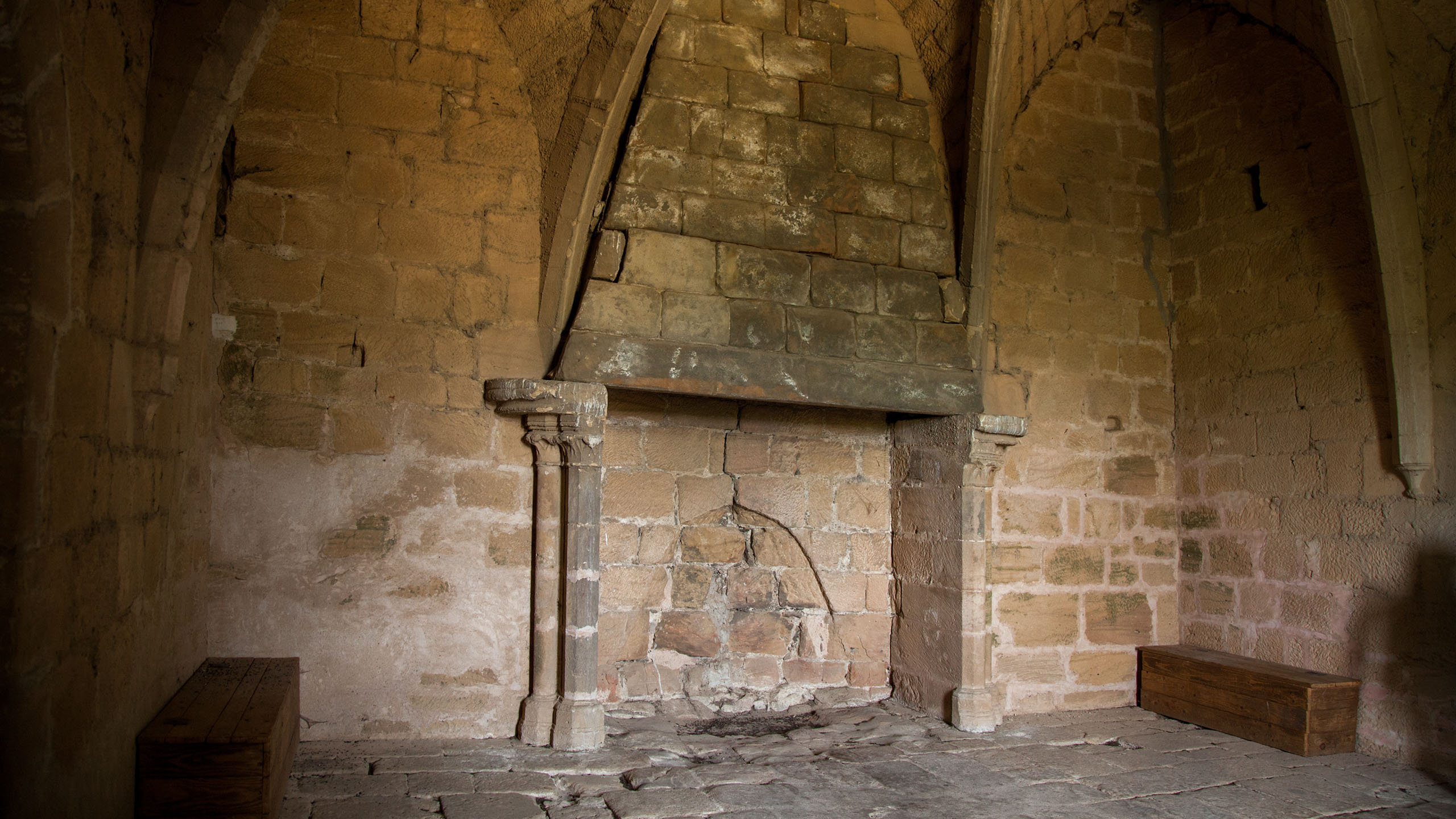
interiér hradu
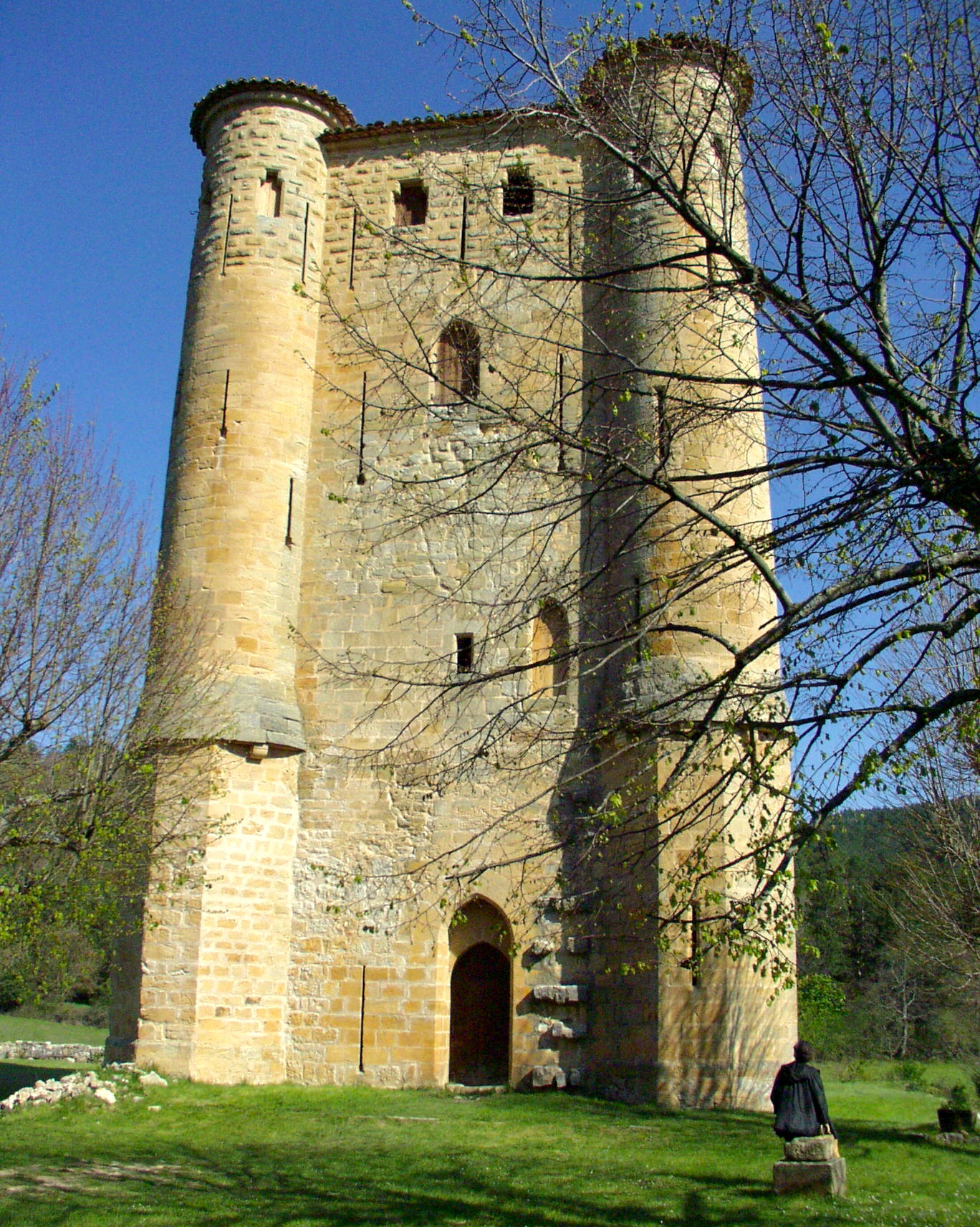
Donjon